# Американські Кордильєри

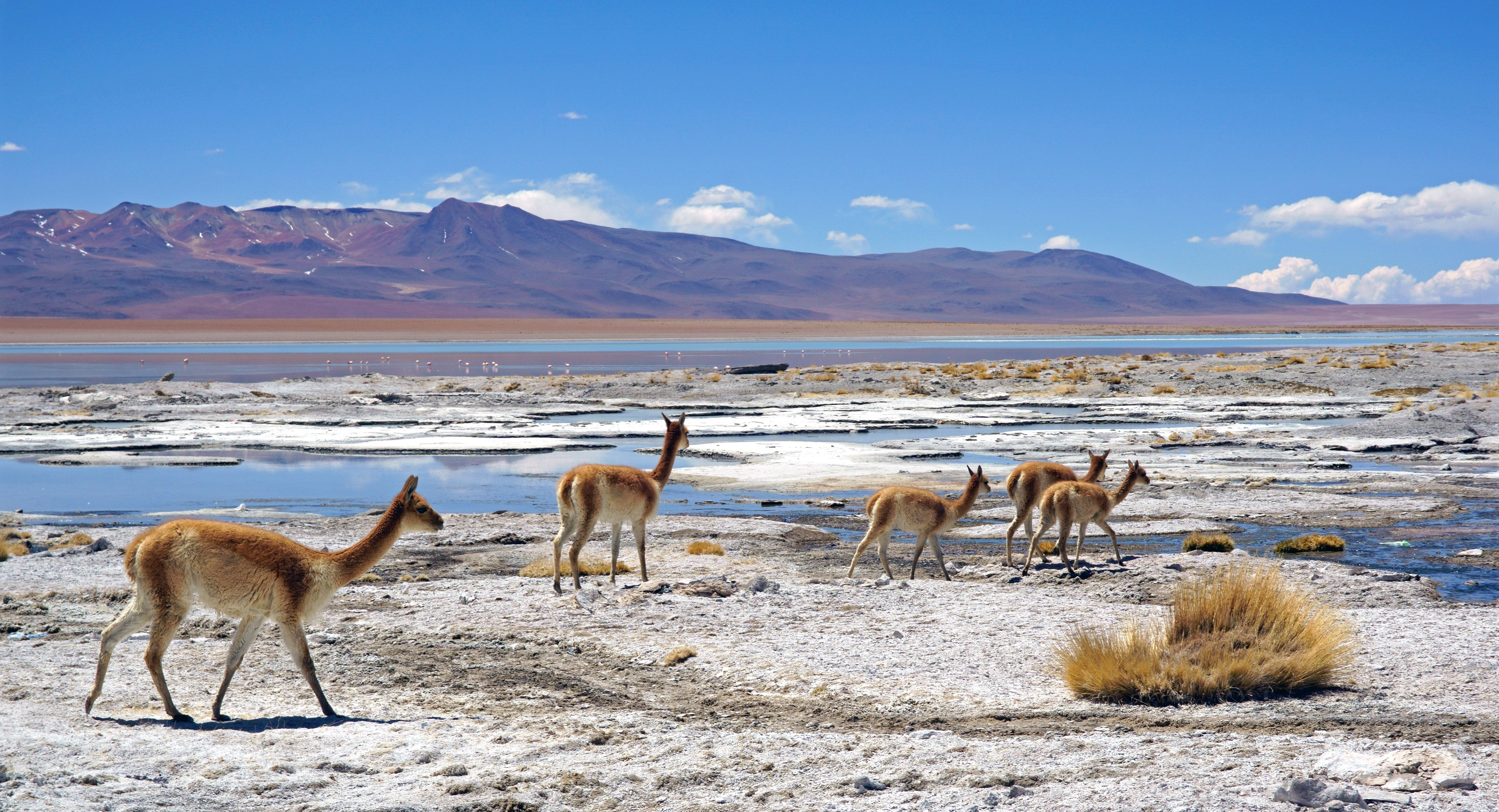
Кордильєри Південної Америки (Анди)

Америка́нські Кордильє́ри (ісп. Cordillera Americana, англ. American Cordillera) — найбільша за довжиною гірська система на Землі. Простягається вздовж західних окраїн Північної і Південної Америки. Довжина понад 18 тис. км, ширина до 1600 км у Північній Америці і до 900 км у Південній. Кордильєри розташовані на території Канади, США, Мексики, держав Центральної Америки, Венесуели, Колумбії, Еквадору, Перу, Болівії, Аргентини і Чилі.
Майже по всій довжині є вододілом між басейном Атлантичного та Ти́хого океанів, а також різко вираженою кліматичною межею.
За висотою поступаються лише Гімалаям і гірським системам Центральної Азії.
Найвищі вершини Кордильєр: у Північній Америці — гора Деналі (6194 м), у Південній Америці — гора Аконкагуа (6960 м).
Площа заледеніння —близько 90 тис. км².
У Кордильєрах розташовано понад 80 діючих вулканів.
Уся система Кордильєрів поділяється на Північноамериканські Кордильєри та Кордильєри Південної Америки (Анди).